# الحركة من أجل الاشتراكية (الأرجنتين)
الحركة من أجل الاشتراكية (بالإسبانية: Movimiento Al Socialismo) كان حزبًا سياسيًا تروتسكيًا (اشتراكيًا يساريًا ثوريًا) في الأرجنتين. تأسس عام 1982 بقيادة ناهويل مورينو حتى وفاته عام 1987. من عام 1988 فصاعدًا، في غضون السنوات الأربع التالية، انقسم الحزب إلى أكثر من 20 مجموعة. 
شارك في الانتخابات التشريعية الأرجنتينية لعام 2009 تحت اسم الحركة من أجل الاشتراكية - الجديد، في تحالف مع حزب العمال الاشتراكي واليسار الاشتراكي.

## روابط خارجية
- الموقع الرسمي باللغة الإسبانية